# Formigara
Formigara là một đô thị ở tỉnh Cremona, vùng Lombardia của Italia, có vị trí cách khoảng 50 km về phía đông nam của Milan và khoảng 25 km về phía tây bắc của Cremona. Tại thời điểm ngày 31 tháng 12 năm 2004, đô thị này có dân số 1.116 người và diện tích là 12,7 km².
Formigara giáp các đô thị: Camairago, Castiglione d'Adda, Gombito, Pizzighettone, San Bassano.